# Mostek (obwód grodzieński)
Mostek (biał. Масток; ros. Мосток) – wieś na Białorusi, w obwodzie grodzieńskim, w rejonie wołkowyskim, w sielsowiecie Krasne Sioło. Wieś z trzech stron otoczona jest lasami Rezerwatu Biologicznego „Zamkowy Las”.
Dawniej zaścianek. W dwudziestoleciu międzywojennym leżał w Polsce, w województwie białostockim, w powiecie wołkowyskim, w gminie Roś.